# Ghiacciaio McMorrin
Il ghiacciaio McMorrin (in inglese McMorrin Glacier) è un ghiacciaio situato sulla costa di Fallières, nella parte occidentale della Terra di Graham, in Antartide. Il ghiacciaio, il cui punto più alto si trova 602 m s.l.m., fluisce verso ovest a partire dal monte Metcalfe fino ad entrare nella Baia Margherita.

## Storia
Il ghiacciaio McMorrin è stato così battezzato dal Comitato britannico per i toponimi antartici in onore di Ian McMorrin, membro della spedizione del British Antarctic Survey, che all'epoca si chiamava ancora Falkland Islands and Dependencies Survey, di stanza sull'isola Stonington nel periodo 1961-63, che nel 1962 diede un importante contributo alla mappatura dell'area dove si trova il ghiacciaio.